# 3,4-Méthylènedioxyamphétamine
Pour les articles homonymes, voir Méthylènedioxyamphétamine.
La MDA ou 3,4-méthylènedioxyamphétamine est une substance psychotrope aux propriétés stimulantes, entactogènes de la famille des phényléthylamines.
Les usagers la rencontrent souvent involontairement sous la forme d'un comprimé généralement vendu comme de la MDMA.
C'est un produit stupéfiant inscrit à la Convention sur les substances psychotropes de 1971.

## Chimie
Sa structure chimique est proche de la MDMA. L'atome de carbone qui porte le groupe amine est un centre stéréogène. La 3,4-méthylènedioxyamphétamine est un racémique de ses deux énantiomères :
- (R)-3,4-méthylènedioxyamphétamine ;
- (S)-3,4-méthylènedioxyamphétamine.

## Pharmacologie
La 3,4-méthylènedioxyamphétamine provoque une libération massive de sérotonine et de dopamine dans le cerveau tout en inhibant la recapture de ces neurotransmetteurs. La MDA a une plus grande affinité que la MDMA dans la stimulation du récepteur 5-HT2A (en), ce qui explique vraisemblablement ses effets légèrement hallucinogènes.

## Effets et conséquences
C'est une substance connue sous le nom de « party drug », « mandy », elle est la proche cousine de l'ecstasy (MDMA sous la forme pure) et est souvent rencontrée dans les free party, raves, et les clubs de dance électronique pour ses propriétés stimulantes et psychédéliques. Les conséquences sont notablement une déshydratation forte, une augmentation du rythme cardiaque et un « hangover » avec des tensions musculaires, une perte d’appétit, une nausée lors d'ingestion d'aliments et une dépression plus aiguë que la MDMA qui peut durer plusieurs jours.

### Effets recherchés
Ce sont :
- désinhibition ;
- sensations d'énergie et de forme (plus de performances physiques) ;
- coupe-faim (anorexigène) ;
- sensations de bien-être, d'euphorie et de bonheur intense ;
- sensation d'empathie d'où sa qualification d'empathogène ou d'entactogène ;
- exacerbation des sens (notamment tactile et sensibilité à la musique) ;
- ivresse, sensation de déséquilibre et d'étourdissement ;
- illusions sensorielles ;
- sensations de stimulation et de relaxation simultanées.

La dose usuelle est de 100 à 160 mg. À fortes doses (plus de 200 mg), il induit un état hallucinatoire qui est surtout perçu les yeux fermés.

## Production
Comme pour la plupart des « drogues de synthèse », la production s'effectue près des lieux de consommation grâce à la mise en œuvre de laboratoires clandestins mobiles.